# コンクラーベ (カクテル)
コンクラーベ (Conclave) はノンアルコールカクテルの一種である。

## 由来
カトリック教会においてローマ教皇を選出する選挙を指す「コンクラーベ」がこのカクテルの名前の由来だが、それ以外はカクテルのコンクラーベと教皇選挙のコンクラーベとは全く関係はない。

## レシピ
- オレンジ・ジュース - 120ml
- 牛乳 - 60ml
- 木苺のシロップ - 20ml

## 作り方
- シェイカーに材料を全て入れる。
- シェイクし、タンブラーに注ぐ。

## 備考
- スライス・オレンジを飾ることもある。